# Willa przy ul. Powroźniczej 2 w Krakowie
Willa przy ul. Powroźniczej 2 w Krakowie – zabytkowy (nr rej. A-884 z dn. 23 maja 1991 r.) budynek, przykład dawnej willowo-dworkowej zabudowy podmiejskiej wsi Dębniki, będącej dziś częścią Krakowa. Właścicielami dworku byli w latach 1910-1925 Kirchmayerowie, rodzina skoligacona z Janem Matejką. Od 1995 r. w budynku znajdowała się siedziba Podgórskiej Biblioteki Publicznej, od 1 stycznia 2017 – Biblioteka Główna Biblioteki Kraków.

## Kalendarium
- 1889 – na planie Twierdzy Kraków widnieje budynek wraz z ogrodem, zlokalizowany pomiędzy dzisiejszymi ulicami: Konopnickiej, Powroźniczą, Barską i Zduńską
- 1902 – w Archiwum Planów Budownictwa Miejskiego powstała notatka datująca czas powstania posesji
- 1910 – właścicielka dworku Franciszka Kirchamyerowa uzyskała zgodę na budowę oranżerii
- 1921 – właściciel posesji inż. Piotr Król uzyskał zatwierdzenie projektu kanalizacji domowej
- 1925 – inż. Piotr Król złożył wniosek o zatwierdzenie projektu garażu
- 1939-1945 – budynek zamieszkiwał oficer Gestapo
- 1945 – posesja została przekazana na cele społeczne
- 1953 – zatwierdzono plan przebudowy budynku na przedszkole; w ogrodzie mieścił się plac zabaw dla dzieci
- 1966-1982 – w dworku mieścił się żłobek tygodniowy
- 1988 – przekazanie willi w nieodpłatny zarząd Dzielnicowej Bibliotece Publicznej Kraków-Podgórze[3].

## Historia
Dworek przy ul. Powroźniczej 2 został wzniesiony pod koniec XIX wieku. Dokładny czas powstania willi nie jest znany. Na planie Twierdzy Kraków z 1889 roku można dostrzec podłużny budynek z ogrodem usytuowany między dzisiejszymi ulicami: Barską, Zduńską, Powroźniczą oraz Konopnickiej.
Pierwszą właścicielką willi była Franciszka Kirchmayerowa, jedną z kolejnych – córka Jana Matejki. W 1882 roku Beata z Matejków poślubiła Wincentego Kirchmayera. Nowożeńcy zamieszkali w Dębnikach, gdzie w parcelach u zbiegu ulic Zduńskiej i Barskiej prowadzili fabrykę kafli i majoliki. Według niektórych źródeł w 1896 roku wykupili oni od Efraina Gruenberga i Izaaka Reicha sąsiedni budynek z ogrodem, natomiast inny dokument wskazuje, że w 1910 roku właścicielką posesji była jeszcze Franciszka Kirchmayerowa. Budynek powstał najprawdopodobniej między grudniem 1896 a majem 1897 roku. 
W 1920 roku dworek kupił inż. Piotr Król. Po jego śmierci w 1935 roku posesja przypadła żonie Marii, a od 1938 roku należała już do Kazimierza i Barbary Braunów. W czasie okupacji hitlerowskiej dworek prawdopodobnie zajmował funkcjonariusz Gestapo. W latach 1966–1982 prowadzono tu żłobek. Po opustoszeniu obiektu, willa zaczęła stopniowo niszczeć, a zaniedbany ogród dziczeć.
W 1988 roku Skarb Państwa wykupił budynek wraz z działką od państwa Braunów, by po kapitalnym remoncie w 1995 roku stał się siedzibą Dzielnicowej Biblioteki Publicznej Kraków-Podgórze.

## Opis

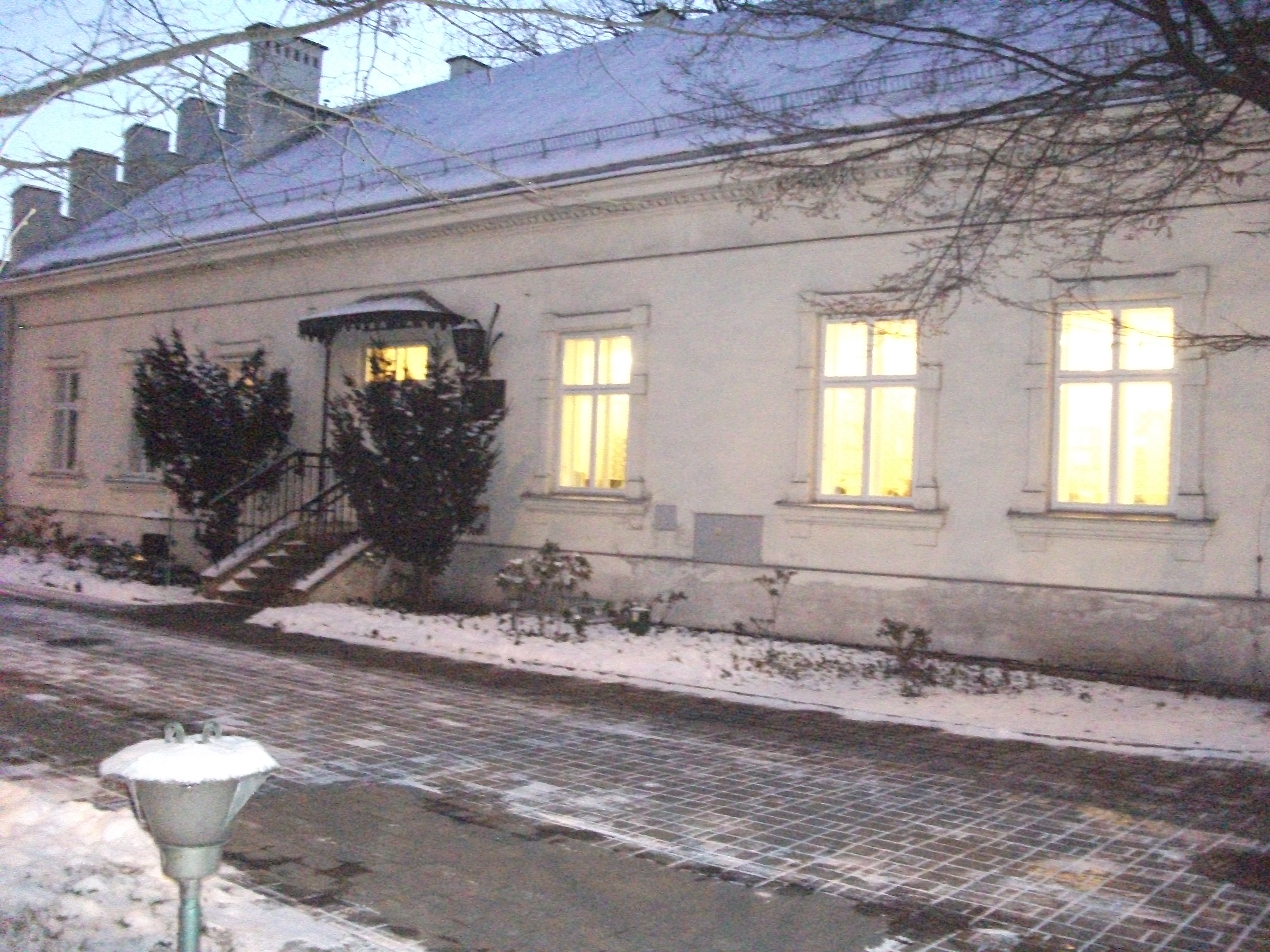
Dworek przy ul. Powroźniczej 2 – widok od frontu

Willa została wzniesiona w końcu XIX w. w stylu historyzującym z elementami neogotyku i secesji. Otoczoną ogrodem, parterową, murowaną posesję zbudowano na planie prostokąta. Częściowo podpiwniczona i przykryta dwuspadowym dachem willa ma charakter podmiejskiego dworku. Jego szczytowe ściany zdobią sterczyny, a część ogrodową – kamienny taras z tralkami.
W okresie okupacji niemieckiej ogród był pielęgnowany przez ogrodnika. Przed budynkiem były rabaty z róż, a ścieżki zdobiły pergole z różami. Największą wartość częściowo otoczonego ażurowym ogrodzeniem ogrodu, stanowi jego drzewostan wraz z dwoma pomnikami przyrody: iglicznią trójcierniową oraz dębem czerwonym.